# Эскалаплано
Эскалаплано (итал. Escalaplano) — коммуна в Италии, располагается в регионе Сардиния, в провинции Кальяри.
Население составляет 2532 человека (2008 г.), плотность населения составляет 27 чел./км². Занимает площадь 94 км². Почтовый индекс — 8043. Телефонный код — 070.
Покровителем коммуны почитается святой Себастьян, празднование 20 января.

## Демография
Динамика населения:

## Администрация коммуны
- Официальный сайт: http://www.comune.escalaplano.ca.it Архивная копия от 26 марта 2014 на Wayback Machine